# Nokia X6
Il Nokia X6-00 è uno smartphone prodotto dall'azienda finlandese Nokia e messo in commercio nel 2009. È il primo smartphone Nokia a supportare un touch screen capacitivo.

## Caratteristiche
- Dimensioni: 111 × 51 × 13,8 mm
- Massa: 122 g
- Risoluzione display: 640 × 360 pixel a 16.777.216 colori
- Modello Batteria: BL-5J
- Durata batteria in conversazione: 6 ore
- Durata batteria in standby: 420 ore (17 giorni)
- Fotocamera: 5 megapixel con Autofocus e flash
- Memoria: 8, 16 o 32 GB
- Bluetooth, Wi-Fi, USB, A-GPS
- Sistema Operativo: Symbian S60 5th edition (anche detto S60v5)

## Accessori Nokia compatibili
- Pennino Nokia SU-36
- Supporto per auto Nokia CR-120
- Auricolare Bluetooth Nokia BH-108
- Custodia Nokia CP-398
- Custodia Nokia CP-397
- Auricolare Bluetooth Nokia BH-608
- Cover in silicone Nokia CC-1001
- Dispositivo a induzione Wireless Nokia LPS-5
- Auricolare Nokia WH-103
- Custodia Nokia CP-389
- Mini altoparlanti Nokia MD-9
- Auricolare stereo Nokia WH-701
- Auricolari stereo Bluetooth Nokia BH-505
- Auricolare Bluetooth Nokia BH-607
- Auricolare Nokia WH-100
- Auricolare stereo Bluetooth Nokia BH-505
- Altoparlante vivavoce con display Nokia HF-510
- Auricolare stereo Bluetooth Nokia BH-214
- Altoparlante vivavoce Nokia HF-310
- Auricolare Bluetooth Nokia BH-904
- Nokia Extra Power DC-11
- Auricolare Bluetooth Nokia BH-804
- Auricolare Bluetooth Nokia BH-215
- Auricolare stereo Nokia WH-800
- Cuffie stereo Nokia BH-504
- Cuffie stereo Nokia WH-500